# 川戸惠子
川戸 惠子（かわど けいこ、1944年2月6日 - ）は、日本のTBS（東京放送→TBSテレビ）のアナウンサー、報道記者、解説委員、シニアコメンテーター。川戸 恵子とも表記。旧姓名：堀川 恵子。
夫は、TBSアナウンサー・プロデューサーのち演芸評論家の川戸貞吉。

## 来歴・人物
兵庫県姫路市生まれ、東京都千代田区育ち。千代田区立麹町中学校、東京都立日比谷高等学校、お茶の水女子大学国語国文科卒業後、1966年4月に第11期生アナウンサーとして当時の東京放送へ入社。同期はいずれも女性で、岩崎直子・遠藤泰子・堀川友子・藤田恒美がいる。アナウンサー時代はニュース番組を中心に出演していた。入社後は、しばらく堀川姓であったが、その後川戸貞吉との結婚により改姓。
1988年、報道局政治部に異動。以後は政治記者を務めた後、報道局政治部担当部長や解説委員などを経て、TBSテレビのシニアコメンテーター兼報道プロジェクト担当を務める。また1993年、日本記者クラブの企画委員へ就任。大型の国政選挙前などに行われる与野党党首による公開討論会の進行役を務めている。このほか、日本選挙学会理事や内閣府消費者委員会委員、自衛隊員倫理審査会委員、消費者行政推進会議委員も務める。
動画配信サイトChannel Jのトーク番組『旬の政治家vsベテラン政治記者』でもインタビュアー兼幹事を務める。

## TBSでの社内経歴
- 1967年11月 - アナウンサー研修室付・ラジオ局第一制作部[4][12]
- 1969年3月 - アナウンサー研修室付・ラジオ局放送部[4]
- 1969年4月 - ラジオ局放送部兼第一制作部・アナウンサー研修室付[4]
- 1970年7月 - ラジオ本部アナウンス室[4]
- 1982年10月 - ラジオ本部アナウンス室・ラジオニュース部[4]
- 1988年4月 - テレビ本部報道局編集部[4]
- 報道局ニュースセンター[4]
- 1995年8月 - 特別報道センター[4]
- TBSテレビ解説委員
- TBSテレビシニアコメンテーター

## 出演番組

### ラジオ
- 今日も明るく健康で[3]（1977年[4]）
- 三越夕べの音楽（1978年）[4]
- 三越朝のメロディー（1979年）[4]
- お昼のニューススタジオ（1980年）[3][4]
- 日曜寄席[3][4]
- ミッドナイトジャズ[4]
- ポピュラー大全集[4]

### テレビ
報道番組
| 期間      | 期間      | 番組名                | 役職 |
| --------- | --------- | --------------------- | --- |
| 1983年4月 | 1984年3月 | JNNニュースデスク     | 月～木曜日担当キャスター                                                                                |
| 1984年4月 | 1987年9月 | JNNニュースデスク     | 金～日曜日担当キャスター ※1986年10月から『ネットワークJNN』の開始に伴い、担当曜日を土曜・日曜のみに縮小 |
| 2005年4月 | 時期不明  | みのもんたの朝ズバッ! | 水曜日コメンテーター                                                                                    |

その他
- 東京エコー（1970年）[3][4]
- 日本の広場（1977年）[3][4]
- 世界の乗り物（1977年）[4]
- 国会トーク・フロントライン（CS・TBSニュースバード。毎週金曜日午後放送。プロデューサー兼司会[7]）
- 旬の政治家vsベテラン政治記者（Channel J。インタビュアー兼幹事）